# Zutkulej
Zutkulej (ros. Зуткулей) – wieś w Rosji, w Kraju Zabajkalskim, w rejonie duldurgińskim Agińskiego Okręgu Buriackiego. W 2010 liczyła 1688 mieszkańców.